# راشاندا مكانتس
راشاندا مكانتس (بالإنجليزية: Rashanda McCants)‏ مواليد 17 نوفمبر 1986 في آشفيل، هي لاعبة كرة سلة أمريكية سابقة. بدأت مسيرتها الاحترافية في سنة 2009. تم اختيارها من قبل فريق مينيسوتا لينكس خلال الدرافت. لعبت مع مينيسوتا لينكس وتلسا شوك.

## روابط خارجية
- راشاندا مكانتس على موقع الاتحاد الوطني لكرة السلة النسائية (الإنجليزية)
- راشاندا مكانتس على موقع كرة السلة الأوروبية.كوم (الإنجليزية)
- راشاندا مكانتس على موقع كلية كرة السلة في سبورتس رفرنس.كوم (الإنجليزية)
- راشاندا مكانتس على موقع بروبوليرز (الإنجليزية)
- راشاندا مكانتس على موقع سبورتس رفرنس (الإنجليزية)